# Outrageous
"Outrageous" är den fjärde och den sista singeln från Britney Spears fjärde studioalbum In the Zone. Singeln är både skriven och producerad av R. Kelly.

## Musikvideo
Singeln var menad att ha en musikvideo regisserad av Dave Meyer. Men när Britney skadade knät under inspelningen kunde de inte slutföra videon. Snoop Dogg är med i ett klipp från videon.
Videon filmades i New York. I klippet från Greatest Hits: My Prerogative DVD:n startar det med att Snoop Dogg spelar basketboll med några vänner. Sedan kommer Britney in på planen och avbryter spelet. Hon börjar att flirta med Snoop Dogg innan hon hoppar upp i hans armar. I nästa scen dansar Britney och hennes dansare på en blöt gata, där hon skadade knät.

## Listframgångar
"Outrageous" var väldigt svag på listorna sedan den inte hade någon video som kunde stödja den. Singeln debuterade på plats sjuttionio på Billboard Hot 100. Den rankades också betydligt lågt på Dance och Top 40.
Men "Outrageous" spelades på radio i slutet av 2003 och början av 2004, precis före "Toxic" började spelas. Vilket gjorde så att några trodde "Outrageous" var den nya singeln av Britney Spears.
Än så länge är det hennes värsta mottagande i Latinamerika, där den låg på #100 i en vecka. Den debuterade aldrig på Sverigetopplistan eller någon annan lista i Sverige då den bara släpptes som singel i Japan.
| Lista (2004)                       | Position |
| ---------------------------------- | -------- |
| Japanese Oricon Singellista        | 1        |
| Tokyo Hot 100                      | 1        |
| Latinamerika Top 40                | 63       |
| U.S. Billboard Hot 100             | 79       |
| U.S. Billboard Hot Dance Club Play | 32       |
| U.S. Billboard Top 40 Mainstream   | 23       |
| U.S. Billboard Top 40 Tracks       | 38       |

## Formationer och låtlista
| Japansk CD-singel (BVCQ-27010) 1. "Outrageous" — 3:21 2. "Outrageous" [Murk Space Miami Mix] — 6:48 3. "Outrageous" [Junkie XL's Dancehall Mix] — 2:55 4. "Outrageous" [Junkie XL's Tribal Mix] — 6:08 5. "Toxic" [Armand Van Helden Remix] — 9:34 6. "Everytime" [Above And Beyond Club Mix] — 8:46 7. "Everytime" [Scumfrog Haunted Dub] — 8:20 Europe Promo Remixes CD (Cat# LC07925 UPC: 82876 639862) 1. "Outrageous" [Murk Space Miami Mix] — 6:48 2. "Outrageous" [R. Kelly Remix] — 3:24 3. "Outrageous" [Junkie XL's Dancehall Mix] — 2:55 4. "Outrageous" [Josh Harris Mixshow] — 5:52 5. "Outrageous" [Junkie XL's Tribal Mix] — 6:08 | Europe Promo CD (82876 635262) 1. "Outrageous" — 3:21 U.S. Promo CD (JDJ-629572) 1. "Outrageous" — 3:21 U.S. 12" Vinyl (82876 632761) - Sida A: 1. "Outrageous" [Murk Space Miami Mix — 6:48 2. "Outrageous" [R. Kelly Remix] — 3:24 3. "Outrageous" [Junkie XL's Dancehall Mix] — 2:55 - Sida B: 1. "Outrageous" [Josh Harris Mixshow] — 5:52 2. "Outrageous" [Junkie XL's Tribal Mix] — 6:08 |

## Remixer/Officiella versioner
- Album Version — 3:22/3:27
- Murk Space Miami Mix — 6:51
- Junkie XL's Tribal Mix — 6:12
- Junkie XL's Dancehall Mix — 2:56
- Josh Harris Mixshow — 5:52
- R. Kelly Remix — 3:23
- Friscia & Lamboy Unreleased Club Mix — 9:54
- Friscia & Lamboy Radio Mix — 3:08
- SugarDip Solar Mix — 6:00
- SugarDip Solar Radio Edit — 3:11
- SugarDip Lunar Mix — 7:50
- Lenny B. Radio Mix — 2:30 - So far this is the only known version of Lenny's mix.

## Credits
- Låtskrivare: R. Kelly
- Producent: R. Kelly
- Inspelad av Ian Mereness, Abel Garibaldi och Andy Gallas från The Chocolate Factory, Chicago, Illinois
- Röster producerade och arrangerade av Trixster och Penelope Magnet för RedZone Entertainment, Inc.
- Röster inspelade av Brian "B-Luv" Thomas från Battery Studios, New York
- Programmerad av Ian Mereness och Abel Garibaldi
- Mixad av Serban Ghenea från MixStar Studios, Virginia Beach, Virginia och R. Kelly
- Upphovsmän: Rich Tapper, Nathan Wheeler, Steve Bearsley, Jason Mlodzinski och Tim Roberts
- Gitarr: Donnie Lyle
- Ytterligare Keyboards: Kendall Nesbitt
- Bakgrundsröster: Britney Spears, R.Kelly, Roxanne Estrada, Penelope Magnet
- Digitalredigering: Brian "B-Luv" Thomas och John Hanes
- Styresman: Tom Coyne från Sterling Sound, New York